# Eleições gerais em Guam em 2006

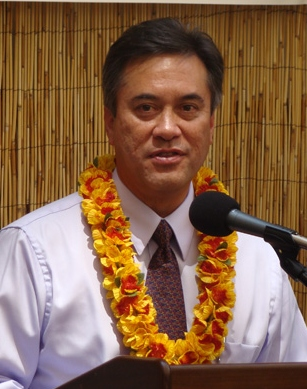
Governador eleito, Felix P. Camacho

Eleições gerais foram realizadas em Guam a 7 de novembro de 2006. A população do território votou vários políticos locais, incluíndo o governador, a legislatura, entre outros, tal como o delegado da ilha à câmara dos representantes. A eleição coincidiu com a eleições no Estados Unidos de 2006. 

## Governador de Guam
A eleição para governador foi contestada entre o incumbente republicano Felix P. Camacho e o  democrata Robert A. Underwood. Camacho ganhou a reeleição por mais de 800 votos, tendo obtido 48,8% dos votos, enquanto que Underwood obteve apenas 46,96% dos votos.

## Legislatura de Guam
Para o lugar de senador da legislatura de Guam houve 28 candidatos, para 15 lugares. Foram eleitos 8 republicanos e 7 democratas, mantendo o partido republicano o controlo sobre a legislatura, ainda que tenha perdido um assento.

## Câmara dos Representantes
A delegada incumbente, a democrata Madeleine Bordallo, concorreu sem oposição, e foi re-eleita.

## Prefeito de Merizo
Em 2006 foi ainda eleito o prefeito da aldeia de Merizo. A candidata democrata Sherry L. Chargualaf venceu a eleição com 43,65% dos votos, ao que se seguiu o republicano Ernest Torres Chargualaf, com 34% dos votos.